# Medagliati olimpici nelle staffette di atletica leggera
Elenco completo dei vincitori di medaglia olimpica nelle differenti staffette presenti nel programma olimpico dell'atletica leggera ai Giochi.

## Albo d'oro

### Staffette maschili

#### 4×100 metri
| Edizione               | Oro                                                                                                   | Argento | Bronzo                                                                                            |
| ---------------------- | --- | --- | ------------------------------------------------------------------------------------------------- |
| Stoccolma 1912         | Gran BretagnaDavid Jacobs Henry Macintosh Victor d'Arcy William Applegarth                            | SveziaIvan Möller Karl August Luther Ture Persson Knut Lindberg | —                                                                                                 |
| Anversa 1920           | Stati UnitiCharles Paddock Jackson Scholz Loren Murchison                                             | FranciaRené Tirard René Lorain René Mourlon Émile Ali-Khan | SveziaAgne Holmström William Pettersson Sven Malm Nils Sandström                                  |
| Parigi 1924            | Stati UnitiFrancis Hussey Louis Clarke Loren Murchison Alfred LeConey                                 | Gran BretagnaHarold Abrahams Wilfred Nichol Walter Rangeley Lance Royle | Paesi BassiJaap Boot Harry Broos Jan de Vries Marinus van den Berge                               |
| Amsterdam 1928         | Stati UnitiFrank Wykoff James Quinn Charles Borah Henry Russell                                       | GermaniaGeorg Lammers Richard Corts Hubert Houben Helmut Körnig | Gran BretagnaCyril Gill Teddy Smouha Walter Rangeley Jack London                                  |
| Los Angeles 1932       | Stati UnitiRobert Kiesel Emmett Toppino Hector Dyer Frank Wykoff                                      | GermaniaHelmut Körnig Friedrich Hendrix Erich Borchmeyer Arthur Jonath | ItaliaGiuseppe Castelli Gabriele Salviati Ruggero Maregatti Edgardo Toetti                        |
| Berlino 1936           | Stati UnitiJesse Owens Ralph Metcalfe Foy Draper Frank Wykoff                                         | ItaliaOrazio Mariani Gianni Caldana Elio Ragni Tullio Gonnelli | GermaniaWilhelm Leichum Erich Borchmeyer Erwin Gillmeister Gerd Hornberger                        |
| Londra 1948            | Stati UnitiNorwood Ewell Lorenzo Wright Harrison Dillard Melvin Patton                                | Gran BretagnaAlastair McCorquodale John Gregory Kenneth Jones John Archer | ItaliaMichele Tito Enrico Perucconi Carlo Monti Antonio Siddi                                     |
| Helsinki 1952          | Stati UnitiDean Smith Harrison Dillard Lindy Remigino Andy Stanfield                                  | [[File: Flag of the Soviet Union (1936 – 1955).svg\|class=noviewer\| Unione Sovietica (bandiera)\|border\|20x16px]] [[Template:AggNaz/SUN 1936-1955 ai Giochi olimpici\| Unione Sovietica]]Boris Tokarev Lev Kaljaev Levan Sanadze Vladimir Sucharev | UngheriaLászló Zarándi Géza Varasdi György Csányi Béla Goldoványi                                 |
| Melbourne 1956         | Stati UnitiIra Murchison Leamon King Thane Baker Bobby Joe Morrow                                     | Unione SovieticaLeonid Bartenev Jurij Konovalov Vladimir Sucharev Boris Tokarev | GermaniaHeinz Fütterer Manfred Germar Lothar Knörzer Leo Pohl                                     |
| Roma 1960              | GermaniaBernd Cullmann Armin Hary Walter Mahlendorf Martin Lauer                                      | Unione SovieticaGusman Kosanov Leonid Bartenev Jurij Konovalov Ėdvin Ozolin | Gran BretagnaPeter Radford David Henry Jones David Segal Nick Whitehead                           |
| Tokyo 1964             | Stati UnitiPaul Drayton Gerald Ashworth Richard Stebbins Bob Hayes                                    | PoloniaAndrzej Zieliński Wiesław Maniak Marian Foik Marian Dudziak | FranciaPaul Genevay Bernard Laidebeur Claude Piquemal Jocelyn Delecour                            |
| Città del Messico 1968 | Stati UnitiCharles Greene Melvin Pender Ronnie Ray Smith Jim Hines                                    | CubaHermes Ramírez Juan Morales Pablo Montes Enrique Figuerola | FranciaGérard Fénouil Jocelyn Delecour Claude Piquemal Roger Bambuck                              |
| Monaco di Baviera 1972 | Stati UnitiLarry Black Robert Taylor Gerald Tinker Eddie Hart                                         | Unione SovieticaAleksandr Korneljuk Vladimir Lovetskij Jurij Silov Valerij Borzov | Germania OvestJobst Hirscht Karlheinz Klotz Gerhard Wucherer Klaus Ehl                            |
| Montréal 1976          | Stati UnitiHarvey Glance John Wesley Jones Millard Hampton Steven Riddick                             | Germania EstManfred Kokot Jörg Pfeifer Klaus-Dieter Kurrat Alexander Thieme | Unione SovieticaAleksandr Aksinin Nikolaj Kolesnikov Jurij Silov Valerij Borzov                   |
| Mosca 1980             | Unione SovieticaVladimir Murav'ëv Nikolaj Sidorov Aleksandr Aksinin Andrej Prokof'ev                  | PoloniaKrzysztof Zwolinski Zenon Licznerski Leszek Dunecki Marian Woronin | Francia Antoine Richard Pascal Barré Patrick Barré Hermann Panzo                                  |
| Los Angeles 1984       | Stati UnitiSam Graddy Ron Brown Calvin Smith Carl Lewis                                               | GiamaicaAlbert Lawrence Greg Meghoo Don Quarrie Ray Stewart | CanadaBen Johnson Tony Sharpe Desai Williams Sterling Hinds                                       |
| Seul 1988              | Unione SovieticaViktor Bryzgin Vladimir Krylov Vladimir Murav'ëv Vitalij Savin                        | Gran BretagnaElliot Bunney John Regis Mike McFarlane Linford Christie Clarence Callender | FranciaBruno Marie-Rose Daniel Sangouma Gilles Quénéhervé Max Morinière                           |
| Barcellona 1992        | Stati UnitiMichael Marsh Leroy Burrell Dennis Mitchell Carl Lewis James Jett                          | NigeriaOluyemi Kayode Chidi Imoh Olapade Adeniken Davidson Ezinwa Osmond Ezinwa | CubaAndrés Simón Joel Lamela Joel Isasi Jorge Aguilera                                            |
| Atlanta 1996           | CanadaRobert Esmie Glenroy Gilbert Bruny Surin Donovan Bailey Carlton Chambers                        | Stati UnitiJon Drummond Tim Harden Michael Marsh Dennis Mitchell Tim Montgomery | BrasileArnaldo da Silva Robson da Silva Edson Ribeiro André da Silva                              |
| Sydney 2000            | Stati UnitiJon Drummond Bernard Williams Brian Lewis Maurice Greene Tim Montgomery Kenneth Brokenburr | BrasileVicente de Lima Edson Ribeiro André da Silva Claudinei da Silva Claudio Souza | CubaJosé Angel Cesar Luis Alberto Pérez Iván García Freddy Mayola                                 |
| Atene 2004             | Gran BretagnaJason Gardener Darren Campbell Marlon Devonish Mark Lewis-Francis                        | Stati UnitiShawn Crawford Justin Gatlin Coby Miller Maurice Greene Darvis Patton | NigeriaOlusoji Fasuba Uchenna Emedolu Aaron Egbele Deji Aliu                                      |
| Pechino 2008           | Trinidad e TobagoEmmanuel Callender Richard Thompson Aaron Armstrong Marc Burns Keston Bledman        | GiapponeNaoki Tsukahara Shingo Suetsugu Shinji Takahira Nobuharu Asahara | BrasileVicente de Lima Sandro Viana Bruno de Barros José Carlos Moreira                           |
| Londra 2012            | GiamaicaNesta Carter Michael Frater Yohan Blake Usain Bolt Kemar Bailey-Cole                          | Trinidad e TobagoKeston Bledman Marc Burns Emmanuel Callender Richard Thompson | FranciaJimmy Vicaut Christophe Lemaitre Pierre-Alexis Pessonneaux Ronald Pognon                   |
| Rio de Janeiro 2016    | GiamaicaAsafa Powell Yohan Blake Nickel Ashmeade Usain Bolt Jevaughn Minzie                           | GiapponeRyota Yamagata Shōta Iizuka Yoshihide Kiryū Aska Cambridge | CanadaAkeem Haynes Aaron Brown Brendon Rodney Andre De Grasse Mobolade Ajomale                    |
| Tokyo 2020             | ItaliaLorenzo Patta Marcell Jacobs Fausto Desalu Filippo Tortu                                        | CanadaAaron Brown Jerome Blake Brendon Rodney Andre De Grasse | CinaTang Xingqiang Xie Zhenye Su Bingtian Wu Zhiqiang                                             |
| Parigi 2024            | CanadaAaron Brown Jerome Blake Brendon Rodney Andre De Grasse                                         | SudafricaBayanda Walaza Shaun Maswanganyi Bradley Nkoana Akani Simbine | Gran BretagnaJeremiah Azu Louie Hinchliffe Nethaneel Mitchell-Blake Zharnel Hughes Richard Kilty* |

#### 4×400 metri
| Edizione               | Oro | Argento                                                                                                   | Bronzo |
| ---------------------- | --- | --- | --- |
| Stoccolma 1912         | Stati UnitiMel Sheppard Edward Lindberg Ted Meredith Charles Reidpath                                           | FranciaCharles Poulenard Pierre Failliot Charles Lelong Robert Schurrer                                   | Gran BretagnaCyril Seedhouse George Nicol Ernest Henley James Soutter                                          |
| Anversa 1920           | Gran BretagnaCecil Griffiths Robert Lindsay John Ainsworth-Davis Guy Butler                                     | SudafricaHenry Dafel Clarence Oldfield Jack Oosterlaak Bevil Rudd                                         | FranciaGeorges André Gaston Féry Maurice Delvart Jean André Devaux                                             |
| Parigi 1924            | Stati UnitiCommodore Cochran William Stevenson Oliver MacDonald Alan Helffrich                                  | SveziaErik Byléhn Nils Engdahl Artur Svensson Gustaf Wejnarth                                             | Gran BretagnaGuy Butler George Renwick Dick Ripley Edward Toms                                                 |
| Amsterdam 1928         | Stati UnitiGeorge Baird Emerson Spencer Fred Alderman Ray Barbuti                                               | GermaniaOtto Neumann Harry Storz Richard Krebs Hermann Engelhard                                          | CanadaJames Ball Stanley Glover Philip Edwards Alexander Wilson                                                |
| Los Angeles 1932       | Stati UnitiIvan Fuqua Edgar Ablowich Karl Warner Bill Carr                                                      | Gran BretagnaCrew Stoneley Tommy Hampson David Burghley Godfrey Rampling                                  | CanadaRay Lewis James Ball Philip Edwards Alexander Wilson                                                     |
| Berlino 1936           | Gran BretagnaFreddie Wolff Godfrey Rampling Bill Roberts Godfrey Brown                                          | Stati UnitiHarold Cagle Robert Young Edward O'Brien Alfred Fitch                                          | GermaniaHelmut Hamann Friedrich von Stülpnagel Harry Voigt Rudolf Harbig                                       |
| Londra 1948            | Stati UnitiArthur Harnden Clifford Bourland Roy Cochran Mal Whitfield                                           | FranciaJean Kerebel Francis Schewetta Robert Chef d'Hôtel Jacques Lunis                                   | SveziaKurt Lundquist Lars-Erik Wolfbrandt Folke Alnevik Rune Larsson                                           |
| Helsinki 1952          | GiamaicaArthur Wint Leslie Laing Herbert McKenley George Rhoden                                                 | Stati UnitiOllie Matson Gene Cole Charles Moore Mal Whitfield                                             | GermaniaGünther Steines Hans Geister Heinz Ulzheimer Karl-Friedrich Haas                                       |
| Melbourne 1956         | Stati UnitiLouis Jones Jesse Mashburn Charlie Jenkins Tom Courtney                                              | AustraliaGraham Gipson Kevan Gosper Leon Gregory David Lean                                               | Gran BretagnaPeter Higgins Derek Johnson John Salisbury Mike Wheeler                                           |
| Roma 1960              | Stati UnitiJack Yerman Earl Young Glenn Davis Otis Davis                                                        | GermaniaManfred Kinder Hans-Joachim Reske Johannes Kaiser Carl Kaufmann                                   | Indie OccidentaliGeorge Kerr James Wedderburn Keith Gardner Malcolm Spence                                     |
| Tokyo 1964             | Stati UnitiOllan Cassell Michael Larrabee Ulis Williams Henry Carr                                              | Gran BretagnaTimothy Graham Adrian Peter Metcalfe John Cooper Robbie Brightwell                           | Trinidad e TobagoEdwin Skinner Kent Bernard Edwin Roberts Wendell Mottley                                      |
| Città del Messico 1968 | Stati UnitiVincent Matthews Ron Freeman Larry James Lee Evans                                                   | KenyaDaniel Rudisha Hezahiah Nyamau Naftali Bon Charles Asati                                             | Germania OvestHelmar Müller Manfred Kinder Gerhard Hennige Martin Jellinghaus                                  |
| Monaco di Baviera 1972 | KenyaCharles Asati Hezahiah Nyamau Robert Ouko Julius Sang                                                      | Gran BretagnaMartin Reynolds Alan Pascoe David Hemery David Jenkins                                       | FranciaGilles Bertould Daniel Vélasquez Francis Kerbiriou Jacques Carette                                      |
| Montréal 1976          | Stati UnitiHerman Frazier Benjamin Brown Fred Newhouse Maxie Parks                                              | PoloniaRyszard Podlas Jan Werner Zbigniew Jaremski Jerzy Pietrzyk                                         | Germania OvestFranz-Peter Hofmeister Lothar Krieg Harald Schmid Bernd Herrmann                                 |
| Mosca 1980             | Unione SovieticaRemigijus Valiulis Michail Linge Nikolaj Černeckij Viktor Markin                                | Germania EstKlaus Thiele Andreas Knebel Frank Schaffer Volker Beck                                        | ItaliaStefano Malinverni Mauro Zuliani Roberto Tozzi Pietro Mennea                                             |
| Los Angeles 1984       | Stati UnitiSunder Nix Ray Armstead Alonzo Babers Antonio McKay                                                  | Gran BretagnaKriss Akabusi Garry Cook Todd Bennett Phil Brown                                             | NigeriaSunday Uti Moses Ugbusien Rotimi Peters Innocent Egbunike                                               |
| Seul 1988              | Stati UnitiDanny Everett Steve Lewis Kevin Robinzine Butch Reynolds Antonio McKay Andrew Valmon                 | GiamaicaHoward Davis Devon Morris Winthrop Graham Bertland Cameron Trevor Graham Howard Burnett           | Germania OvestNorbert Dobeleit Edgar Itt Jörg Vaihinger Ralf Lübke Mark Henrich Bodo Kuhn                      |
| Barcellona 1992        | Stati UnitiAndrew Valmon Quincy Watts Michael Johnson Steve Lewis Darnell Hall Charles L. Jenkins               | CubaLázaro Martínez Hector Herrera Norberto Téllez Roberto Hernández                                      | Gran BretagnaRoger Black David Grindley Kriss Akabusi John Regis Du'aine Ladejo Mark Richardson                |
| Atlanta 1996           | Stati UnitiLaMont Smith Alvin Harrison Derek Mills Anthuan Maybank Jason Rouser                                 | Gran BretagnaIwan Thomas Jamie Baulch Mark Richardson Roger Black Du'aine Ladejo Mark Hylton              | GiamaicaMichael McDonald Roxbert Martin Greg Haughton Davian Clarke Dennis Blake Garth Robinson                |
| Sydney 2000            | NigeriaClement Chukwu Jude Monye Sunday Bada Enefiok Udo-Obong Nduka Awazie Fidelis Gadzama                     | GiamaicaMichael Blackwood Greg Haughton Christopher Williams Danny McFarlane Sanjay Ayre Michael McDonald | BahamasAvard Moncur Troy McIntosh Carl Oliver Chris Brown Timothy Munnings                                     |
| Atene 2004             | Stati UnitiOtis Harris Derrick Brew Jeremy Wariner Darold Williamson Kelly Willie Andrew Rock                   | AustraliaJohn Steffensen Mark Ormrod Patrick Dwyer Clinton Hill                                           | NigeriaJames Godday Musa Audu Saul Weigopwa Enefiok Udo-Obong                                                  |
| Pechino 2008           | Stati UnitiLaShawn Merritt Angelo Taylor David Neville Jeremy Wariner Kerron Clement Regi Witherspoon           | BahamasAndretti Bain Michael Mathieu Andrae Williams Chris Brown Avard Moncur Ramon Miller                | Gran BretagnaAndrew Steele Robert Tobin Michael Bingham Martyn Rooney                                          |
| Londra 2012            | BahamasChris Brown Demetrius Pinder Michael Mathieu Ramon Miller                                                | Stati UnitiBryshon Nellum Joshua Mance Tony McQuay Angelo Taylor Manteo Mitchell                          | Trinidad e TobagoLalonde Gordon Jarrin Solomon Ade Alleyne-Forte Deon Lendore                                  |
| Rio de Janeiro 2016    | Stati UnitiArman Hall Tony McQuay Gil Roberts LaShawn Merritt                                                   | GiamaicaPeter Matthews Nathon Allen Fitzroy Dunkley Javon Francis                                         | BahamasAlonzo Russell Michael Mathieu Steven Gardiner Chris Brown                                              |
| Tokyo 2020             | Stati UnitiMichael Cherry Michael Norman Bryce Deadmon Rai Benjamin Trevor Stewart Randolph Ross Vernon Norwood | Paesi BassiLiemarvin Bonevacia Terrence Agard Tony van Diepen Ramsey Angela Jochem Dobber                 | BotswanaIsaac Makwala Baboloki Thebe Zibane Ngozi Bayapo Ndori                                                 |
| Parigi 2024            | Stati UnitiChristopher Bailey Vernon Norwood Bryce Deadmon Rai Benjamin Quincy Wilson*                          | BotswanaBayapo Ndori Busang Kebinatshipi Anthony Pesela Letsile Tebogo                                    | Gran BretagnaAlex Haydock-Wilson Matthew Hudson-Smith Lewis Davey Charlie Dobson Samuel Reardon* Toby Harries* |

### Staffette femminili

#### 4×100 metri
| Edizione               | Oro | Argento | Bronzo                                                                                              |
| ---------------------- | --- | --- | --------------------------------------------------------------------------------------------------- |
| Amsterdam 1928         | CanadaEthel Smith Fanny Rosenfeld Myrtle Cook Jane Bell                                                                 | Stati UnitiMary Washburn Jessie Cross Loretta McNeil Betty Robinson                                                               | GermaniaRosa Kellner Leni Schmidt Anni Holdmann Leni Junker                                         |
| Los Angeles 1932       | Stati UnitiMary Carew Evelyn Furtsch Annette Rogers Wilhelmina von Bremen                                               | CanadaMildred Fizzell Lillian Palmer Mary Frizzell Hilda Strike                                                                   | Gran BretagnaEileen Hiscock Gwen Porter Violet Webb Nellie Halstead                                 |
| Berlino 1936           | Stati UnitiHarriet Bland Annette Rogers Betty Robinson Helen Stephens                                                   | Gran BretagnaEileen Hiscock Violet Olney Audrey Brown Barbara Burke                                                               | CanadaDorothy Brookshaw Jeanette Dolson Hilda Cameron Aileen Meagher                                |
| Londra 1948            | Paesi BassiXenia Stad-de Jong Nettie Witziers-Timmer Gerda van der Kade-Koudijs Fanny Blankers-Koen                     | AustraliaShirley Strickland June Maston Betty McKinnon Joyce King                                                                 | CanadaViola Myers Nancy Mackay Diane Foster Patricia Jones                                          |
| Helsinki 1952          | Stati UnitiMae Faggs Barbara Jones Janet Moreau Catherine Hardy                                                         | Germania OvestUrsula Knab Maria Sander Helga Klein Marga Petersen                                                                 | Gran BretagnaSylvia Cheeseman June Foulds Jean Desforges Heather Armitage                           |
| Melbourne 1956         | AustraliaShirley Strickland Norma Croker Fleur Mellor Betty Cuthbert                                                    | Gran BretagnaAnne Pashley Jean Scrivens June Foulds Heather Armitage                                                              | Stati UnitiMae Faggs Margaret Matthews Wilma Rudolph Isabelle Daniels                               |
| Roma 1960              | Stati UnitiMartha Hudson Lucinda Williams Barbara Jones Wilma Rudolph                                                   | Squadra Unificata TedescaMartha Langbein Anni Biechl Brunhilde Hendrix Jutta Heine                                                | PoloniaTeresa Ciepły Barbara Sobotta Celina Jesionowska Halina Górecka                              |
| Tokyo 1964             | PoloniaTeresa Ciepły Irena Szewińska Halina Górecka Ewa Kłobukowska                                                     | Stati UnitiWillye White Wyomia Tyus Marilyn White Edith McGuire                                                                   | Gran BretagnaJanet Simpson Mary Rand Daphne Arden Dorothy Hyman                                     |
| Città del Messico 1968 | Stati UnitiBarbara Ferrell Margaret Bailes Mildrette Netter Wyomia Tyus                                                 | CubaMarlene Elejarde Fulgencia Romay Violeta Quesada Miguelina Cobián                                                             | Unione SovieticaLjudmila Žarkova Galina Bucharina Vera Popkova Ljudmila Samotësova                  |
| Monaco di Baviera 1972 | Germania OvestChristiane Krause Ingrid Becker Annegret Richter Heide Rosendahl                                          | Germania EstEvelyn Kaufer Christina Heinich Bärbel Struppert Renate Stecher                                                       | CubaMarlene Elejarde Carmen Valdés Fulgencia Romay Silvia Chivás                                    |
| Montréal 1976          | Germania EstMarlies Göhr Renate Stecher Carla Bodendorf Bärbel Eckert                                                   | Germania OvestElvira Possekel Inge Helten Annegret Richter Annegret Kroniger                                                      | Unione SovieticaTat'jana Proročenko Ljudmila Maslakova Nadežda Besfamil'naja Vera Anisimova         |
| Mosca 1980             | Germania EstRomy Müller Bärbel Eckert Ingrid Auerswald Marlies Göhr                                                     | Unione SovieticaVera Komisova Ljudmila Maslakova Vera Anisimova Natal'ja Bočina                                                   | Gran BretagnaHeather Hunte Kathy Smallwood-Cook Beverley Goddard Sonia Lannaman                     |
| Los Angeles 1984       | Stati UnitiAlice Brown Jeanette Bolden Chandra Cheeseborough Evelyn Ashford                                             | CanadaAngela Bailey Marita Payne-Wiggins Angella Taylor-Issajenko France Gareau                                                   | Gran BretagnaSimmone Jacobs Kathy Smallwood-Cook Beverley Goddard Heather Hunte                     |
| Seul 1988              | Stati UnitiAlice Brown Sheila Echols Florence Griffith-Joyner Evelyn Ashford Dannette Young                             | Germania EstSilke Möller Kerstin Behrendt Ingrid Auerswald Marlies Göhr                                                           | Unione SovieticaLjudmila Kondrat'eva Galina Mal'čugina Marina Žirova Natal'ja Pomoščnikova-Voronova |
| Barcellona 1992        | Stati UnitiEvelyn Ashford Esther Jones Carlette Guidry-White Gwen Torrence Michelle Finn-Burrell                        | Squadra UnificataOl'ga Bogoslovskaja Galina Mal'čugina Marina Trandenkova Irina Privalova                                         | NigeriaBeatrice Utondu Faith Idehen Christy Opara-Thompson Mary Onyali                              |
| Atlanta 1996           | Stati UnitiGail Devers Inger Miller Chryste Gaines Gwen Torrence Carlette Guidry-White                                  | BahamasEldece Clarke Chandra Sturrup Savatheda Fynes Pauline Davis-Thompson Debbie Ferguson                                       | GiamaicaMichelle Freeman Juliet Cuthbert Nikole Mitchell Merlene Ottey Gillian Russell Andrea Lloyd |
| Sydney 2000            | BahamasSavatheda Fynes Chandra Sturrup Pauline Davis-Thompson Debbie Ferguson Eldece Clarke-Lewis                       | GiamaicaTayna Lawrence Veronica Campbell Beverly McDonald Merlene Ottey Merlene Frazer                                            | Stati UnitiChryste Gaines Torri Edwards Nanceen Perry Passion Richardson Marion Jones               |
| Atene 2004             | GiamaicaTayna Lawrence Sherone Simpson Aleen Bailey Veronica Campbell Beverly McDonald                                  | RussiaOl'ga Fëdorova Julija Tabakova Irina Chabarova Larisa Kruglova                                                              | FranciaVéronique Mang Muriel Hurtis Sylviane Félix Christine Arron                                  |
| Pechino 2008           | BelgioOlivia Borlée Hanna Mariën Élodie Ouédraogo Kim Gevaert                                                           | NigeriaEne Franca Idoko Gloria Kemasuode Halimat Ismaila Oludamola Osayomi Agnes Osazuwa                                          | BrasileRosemar Coelho Neto Lucimar Aparecida de Moura Thaissa Presti Rosângela Santos               |
| Londra 2012            | Stati UnitiTianna Madison Allyson Felix Bianca Knight Carmelita Jeter Jeneba Tarmoh Lauryn Williams                     | GiamaicaShelly-Ann Fraser-Pryce Sherone Simpson Veronica Campbell-Brown Kerron Stewart Samantha Henry-Robinson Schillonie Calvert | UcrainaOlesja Povch Chrystyna Stuj Mariya Ryemyen Elyzaveta Bryzgina                                |
| Rio de Janeiro 2016    | Stati UnitiTianna Bartoletta Allyson Felix English Gardner Tori Bowie Morolake Akinosun                                 | GiamaicaChristania Williams Elaine Thompson Veronica Campbell-Brown Shelly-Ann Fraser-Pryce Simone Facey Sashalee Forbes          | Gran BretagnaAsha Philip Desiree Henry Dina Asher-Smith Daryll Neita                                |
| Tokyo 2020             | GiamaicaBriana Williams Elaine Thompson-Herah Shelly-Ann Fraser-Pryce Shericka Jackson Natasha Morrison Remona Burchell | Stati UnitiJavianne Oliver Teahna Daniels Jenna Prandini Gabrielle Thomas English Gardner Aleia Hobbs                             | Gran BretagnaAsha Philip Imani Lansiquot Dina Asher-Smith Daryll Neita                              |
| Parigi 2024            | Stati UnitiMelissa Jefferson Twanisha Terry Gabrielle Thomas Sha'Carri Richardson                                       | Gran BretagnaDina Asher-Smith Imani-Lara Lansiquot Amy Hunt Daryll Neita Bianca Williams* Desiree Henry*                          | GermaniaAlexandra Burghardt Lisa Mayer Gina Lückenkemper Rebekka Haase Sophia Junk*                 |

#### 4×400 metri
| Edizione               | Oro | Argento | Bronzo |
| ---------------------- | --- | --- | --- |
| Monaco di Baviera 1972 | Germania EstDagmar Käsling Rita Kühne Helga Seidler Monika Zehrt                                                                | Stati UnitiMable Fergerson Madeline Manning Cheryl Toussaint Kathy Hammond                                                   | Germania OvestAnette Rückes Inge Bödding Hildegard Falck Rita Wilden                                                                  |
| Montréal 1976          | Germania EstDoris Maletzki Brigitte Rohde Ellen Streidt Christina Lathan                                                        | Stati UnitiDebra Sapenter Sheila Ingram Pamela Jiles Rosalyn Bryant                                                          | Unione SovieticaInta Kļimoviča Ljudmila Aksënova Natal'ja Sokolova Nadežda Il'ina                                                     |
| Mosca 1980             | Unione SovieticaTat'jana Proročenko Tat'jana Gojščik Nina Zjus'kova Irina Nazarova                                              | Germania EstGabriele Löwe Barbara Krug Christina Lathan Marita Koch                                                          | Gran BretagnaLinsey MacDonald Michelle Probert Joslyn Hoyte-Smith Donna Hartley                                                       |
| Los Angeles 1984       | Stati UnitiLillie Leatherwood Sherri Howard Valerie Brisco-Hooks Chandra Cheeseborough Diane Dixon Denean Howard                | CanadaCharmaine Crooks Jillian Richardson Molly Killingbecd Marita Payne Dana Wright                                         | Germania OvestHeike Schulte-Mattler Ute Thimm Heidi-Elke Gaugel Gaby Bußmann                                                          |
| Seul 1988              | Unione SovieticaTat'jana Ledovskaja Ol'ga Nazarova Marija Kulčunova Ol'ha Bryzhina Ljudmyla Džyhalova                           | Stati UnitiDenean Howard Diane Dixon Valerie Brisco-Hooks Florence Griffith-Joyner Sherri Howard Lillie Leatherwood          | Germania EstDagmar Neubauer Kirsten Emmelmann Sabine Busch Petra Müller Grit Breuer                                                   |
| Barcellona 1992        | Squadra UnificataElena Ruzina Ljudmyla Džyhalova Ol'ga Nazarova Ol'ha Bryzhina Lilija Nurutdinova Marina Šmonina                | Stati UnitiNatasha Kaiser Gwen Torrence Jearl Miles Rochelle Stevens Denean Howard Dannette Young                            | Gran BretagnaPhylis Smith Sandra Douglas Jennifer Stoute Sally Gunnell                                                                |
| Atlanta 1996           | Stati UnitiRochelle Stevens Maicel Malone Kim Graham Jearl Miles Linetta Wilson                                                 | NigeriaOlabisi Afolabi Fatima Yusuf Charity Opara Falilat Ogunkoya                                                           | GermaniaUta Rohländer Linda Kisabaka Anja Rücker Grit Breuer                                                                          |
| Sydney 2000            | Stati UnitiJearl Miles-Clark Monique Hennagan LaTasha Colander Andrea Anderson Marion Jones                                     | GiamaicaSandie Richards Catherine Scott-Pomales Deon Hemmings Lorraine Graham Charmaine Howell Michelle Burgher              | RussiaJulija Sotnikova Svetlana Gončarenko Ol'ga Kotljarova Irina Privalova Natal'ja Nazarova Olesja Zykina                           |
| Atene 2004             | Stati UnitiDeeDee Trotter Monique Henderson Sanya Richards Monique Hennagan Moushaumi Robinson                                  | RussiaOlesja Krasnomovec Natal'ja Nazarova Olesja Zykina Natal'ja Antjuch Tat'jana Firova Natal'ja Ivanova                   | GiamaicaNovlene Williams Michelle Burgher Nadia Davy Sandie Richards Ronetta Smith                                                    |
| Pechino 2008           | Stati UnitiMary Wineberg Allyson Felix Monique Henderson Sanya Richards Natasha Hastings                                        | GiamaicaShericka Williams Shereefa Lloyd Rosemarie Whyte Novlene Williams-Mills Bobby-Gaye Wilkins                           | Gran BretagnaChristine Ohuruogu Kelly Sotherton Marilyn Okoro Nicola Sanders                                                          |
| Londra 2012            | Stati UnitiDeeDee Trotter Allyson Felix Francena McCorory Sanya Richards-Ross Keshia Baker Diamond Dixon                        | GiamaicaChristine Day Rosemarie Whyte Shericka Williams Novlene Williams-Mills Shereefa Lloyd                                | UcrainaAlina Lohvynenko Ol'ha Zemljak Hanna Ryžykova Natalija Pyhyda                                                                  |
| Rio de Janeiro 2016    | Stati UnitiCourtney Okolo Natasha Hastings Phyllis Francis Allyson Felix Taylor Ellis-Watson Francena McCorory                  | GiamaicaStephenie McPherson Anneisha McLaughlin-Whilby Shericka Jackson Novlene Williams-Mills Christine Day Chrisann Gordon | Gran BretagnaEilidh Doyle Anyika Onuora Emily Diamond Christine Ohuruogu Kelly Massey                                                 |
| Tokyo 2020             | Stati UnitiSydney McLaughlin Allyson Felix Dalilah Muhammad Athing Mu Kaylin Whitney Wadeline Jonathas Kendall Ellis Lynna Irby | PoloniaNatalia Kaczmarek Iga Baumgart-Witan Małgorzata Hołub-Kowalik Justyna Święty-Ersetic Anna Kiełbasińska                | GiamaicaRoneisha McGregor Janieve Russell Shericka Jackson Candice McLeod Junelle Bromfield Stacey-Ann Williams                       |
| Parigi 2024            | Stati UnitiShamier Little Sydney McLaughlin-Levrone Gabrielle Thomas Alexis Holmes Quanera Hayes* Aaliyah Butler* Kaylyn Brown* | Paesi BassiLieke Klaver Cathelijn Peeters Lisanne de Witte Femke Bol Eveline Saalberg* Myrte van der Schoot*                 | Gran BretagnaVictoria Ohuruogu Laviai Nielsen Nicole Yeargin Amber Anning Yemi Mary John* Hannah Kelly* Jodie Williams* Lina Nielsen* |

### Staffette miste

#### 4×400 metri
| Edizione    | Oro | Argento                                                                                            | Bronzo |
| ----------- | --- | -------------------------------------------------------------------------------------------------- | --- |
| Tokyo 2020  | PoloniaKarol Zalewski Natalia Kaczmarek Justyna Święty-Ersetic Kajetan Duszyński Dariusz Kowaluk Iga Baumgart-Witan Małgorzata Hołub-Kowalik | Rep. DominicanaLidio Andres Feliz Marileidy Paulino Anabel Medina Alexander Ogando Luguelín Santos | Stati UnitiTrevor Stewart Kendall Ellis Kaylin Whitney Vernon Norwood Elija Godwin Lynna Irby Taylor Manson Bryce Deadmon |
| Parigi 2024 | Paesi BassiEugene Omalla Lieke Klaver Isaya Klein Ikkink Femke Bol Cathelijn Peeters*                                                        | Stati UnitiVernon Norwood Shamier Little Bryce Deadmon Kaylyn Brown                                | Gran BretagnaSamuel Reardon Laviai Nielsen Alex Haydock-Wilson Amber Anning Nicole Yeargin*                               |